# Chiềng Chăn
Chiềng Chăn là một xã thuộc huyện Mai Sơn, tỉnh Sơn La, Việt Nam.
Xã Chiềng Chăn có diện tích 63,03 km², dân số năm 1999 là 4054 người, mật độ dân số đạt 64 người/km².